# .gp
.gp ist die länderspezifische Top-Level-Domain (ccTLD) des französischen Überseegebietes Guadeloupe. Sie existiert seit dem 21. Oktober 1996 und wird von der Network Technologies Group mit Sitz in Baie-Mahault verwaltet.

## Eigenschaften
Jede natürliche oder juristische Person darf eine .gp-Domain anmelden, ein Wohnsitz oder eine Niederlassung in Guadeloupe sind nicht erforderlich. Es können beliebige alphanumerische Zeichen verwendet werden, internationalisierte Domainnamen werden jedoch nicht unterstützt. Seit 2008 ist es auch möglich, Domains mit nur einem oder zwei Zeichen länge anzumelden.

## Bedeutung
Im Jahr 2011 kündigte die Association Française pour le Nommage Internet en Coopération an, die Top-Level-Domain .gp neben anderen von ihr verwalteten Länderendungen stärker vermarkten zu wollen. Dennoch ist .gp international vergleichsweise unbedeutend.